# سافرة
السَافِرَة   أو الإسبارغانيون (الاسم العلمي: Sparganium) هو جنس من النباتات يتبع الفصيلة البوطية من رتبة القبئيات.